# Neoperla securifera
Neoperla securifera är en bäcksländeart som beskrevs av Peter Zwick 1986. Neoperla securifera ingår i släktet Neoperla och familjen jättebäcksländor. Inga underarter finns listade i Catalogue of Life.